# Ghiacciaio del Rodano
Il ghiacciaio del Rodano (in tedesco Rhonegletscher o Rottengletscher, in francese glacier du Rhône) è un ghiacciaio alpino che si trova all'estremità nord-est del Canton Vallese in Svizzera. Da esso prende forma il Rodano.

## Descrizione
Il ghiacciaio ha una lunghezza di circa 8 chilometri e una larghezza di circa 1000 metri, coprendo una superficie di 15.9 km²: incuneandosi tra le vette più alte delle Alpi Urane (nelle Alpi Bernesi in senso ampio), contornato a est dal Galenstock (3586 m), a ovest dal Tieralplistock (3383 m) e dal Gärstenhörnern (3189 m), prende forma sul fianco sud-ovest del Dammastock a un'altezza di circa 3.600 m.; i primi 2.500 metri del ghiacciaio sono costituiti da un nevaio, l'Eggfirn che forma un dislivello di 600 m. All'altezza di 3081 m il ghiacciaio si unisce al Trifgletscher attraverso un piccolo colle, il Undri Triftlimi. (quest'altro ghiacciaio scorre verso nord in territorio bernese in direzione del passo del Susten).
Il ghiacciaio ha in seguito una pendenza più dolce (circa il 14%) e si dirige verso sud, terminando ad un'altezza di circa 2.250 m,  dando origine al fiume Rodano. Come la maggior parte dei ghiacciai alpini, si è molto ritirato a partire dalla metà del XIX secolo. Il ghiacciaio è facilmente accessibile dalla strada che conduce al passo della Furka. Una galleria scavata nel ghiaccio permette di visitare l'interno del ghiacciaio.

## Variazioni frontali recenti

Evoluzione del ghiacciaio in metri (1881-2002).
In verde, le differenze di lunghezza cumulative. In rosso, le variazioni di lunghezza annuali.

## Galleria d'immagini

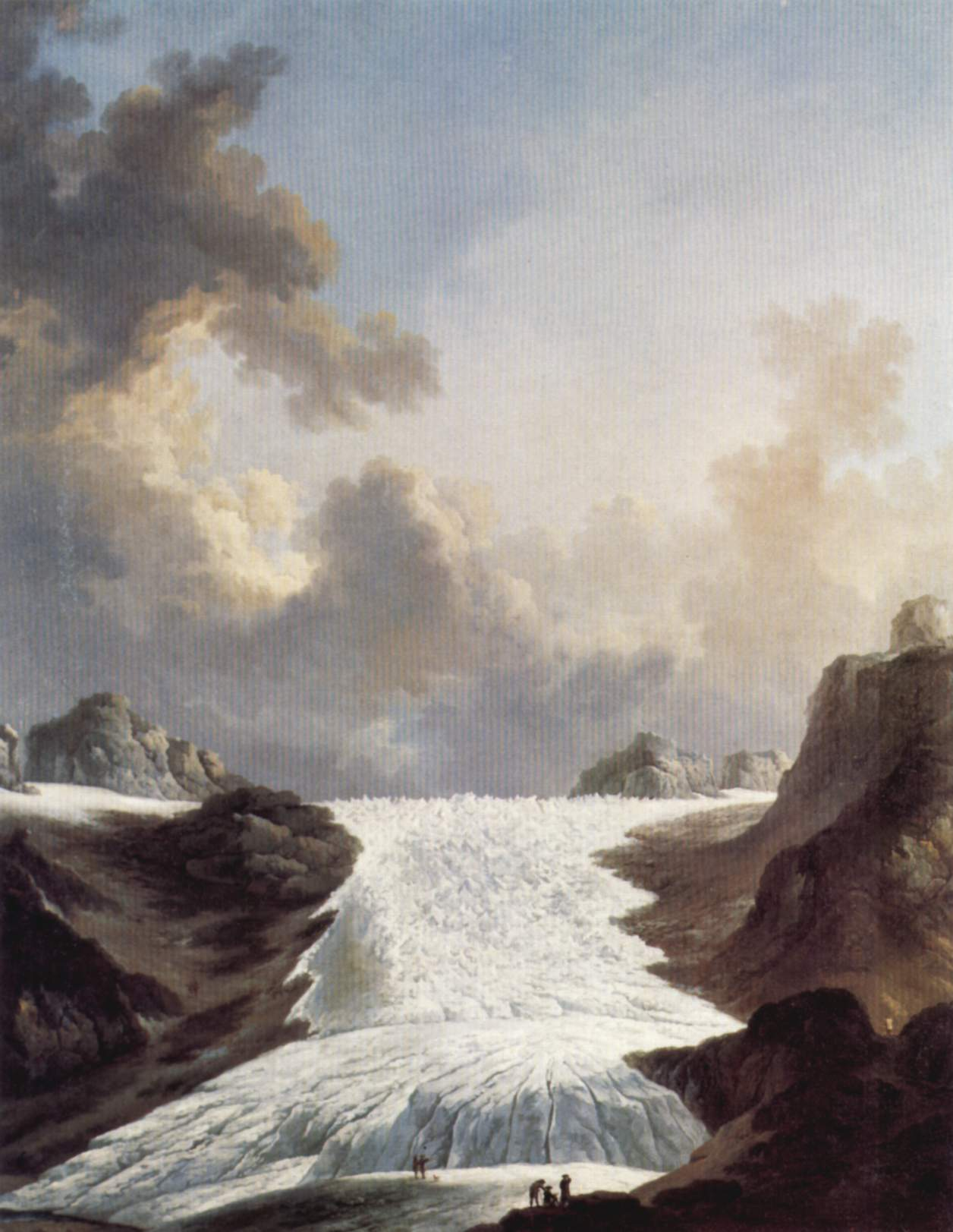
ca. 1795
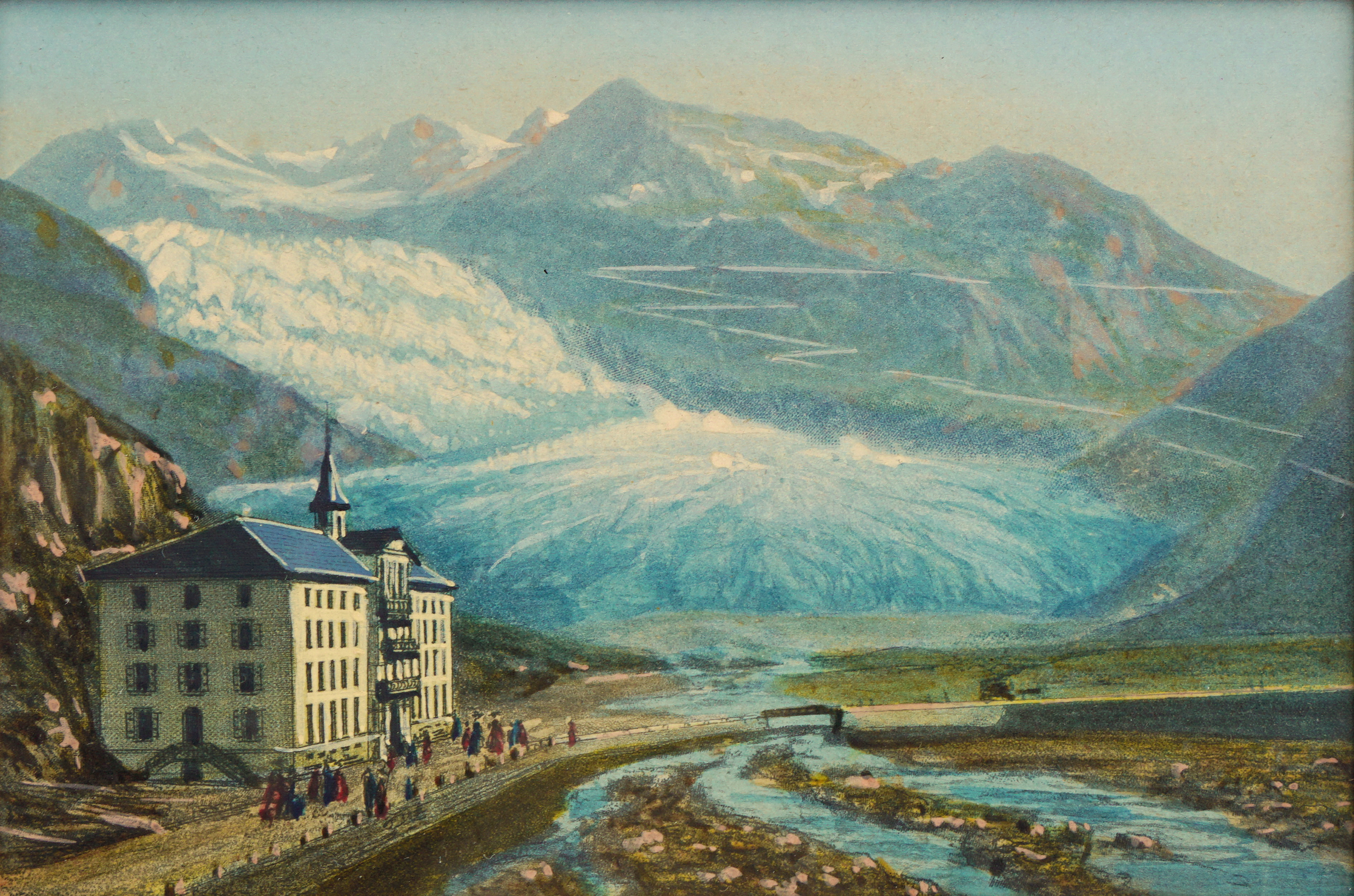
ca. 1870
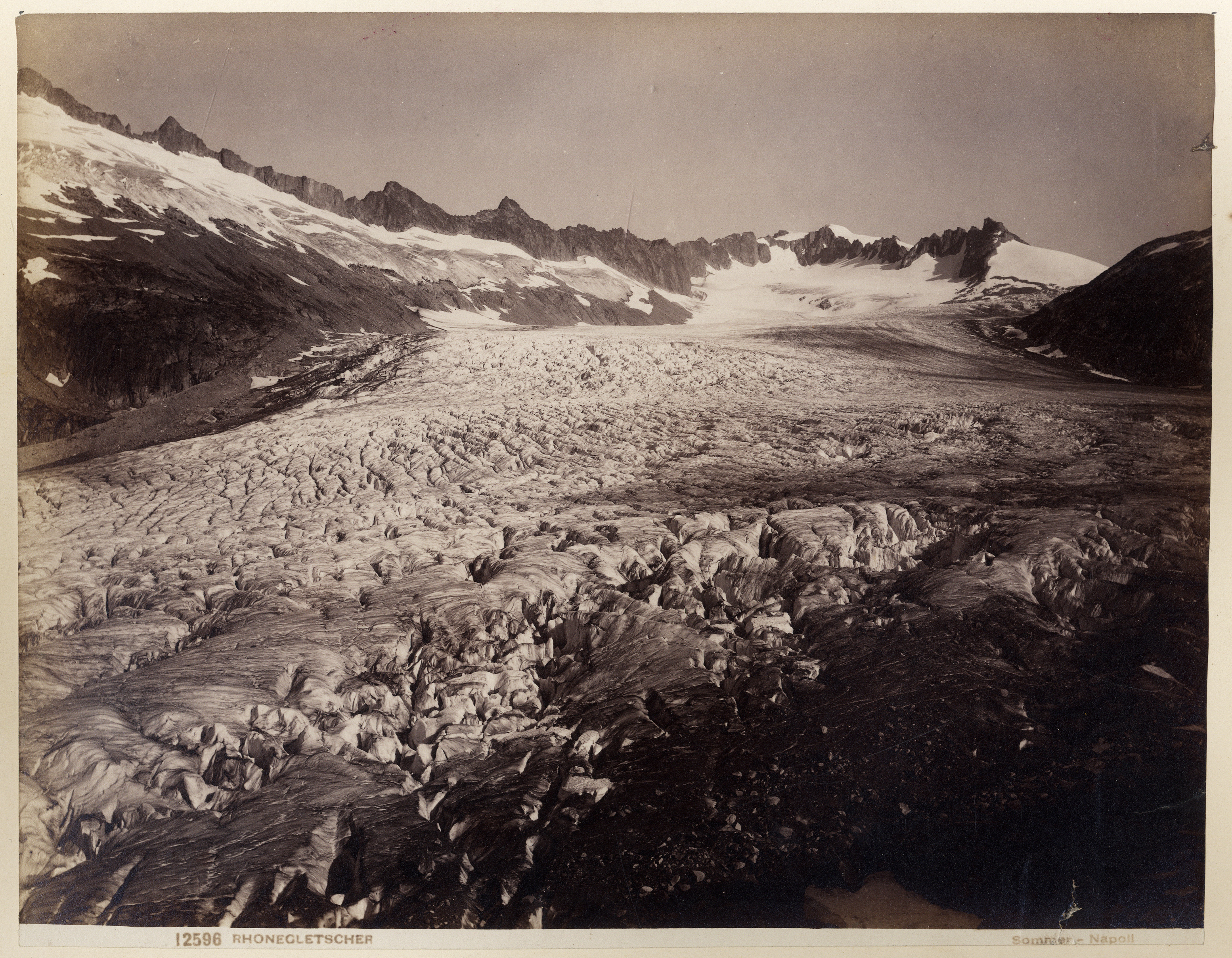
ca. 1880
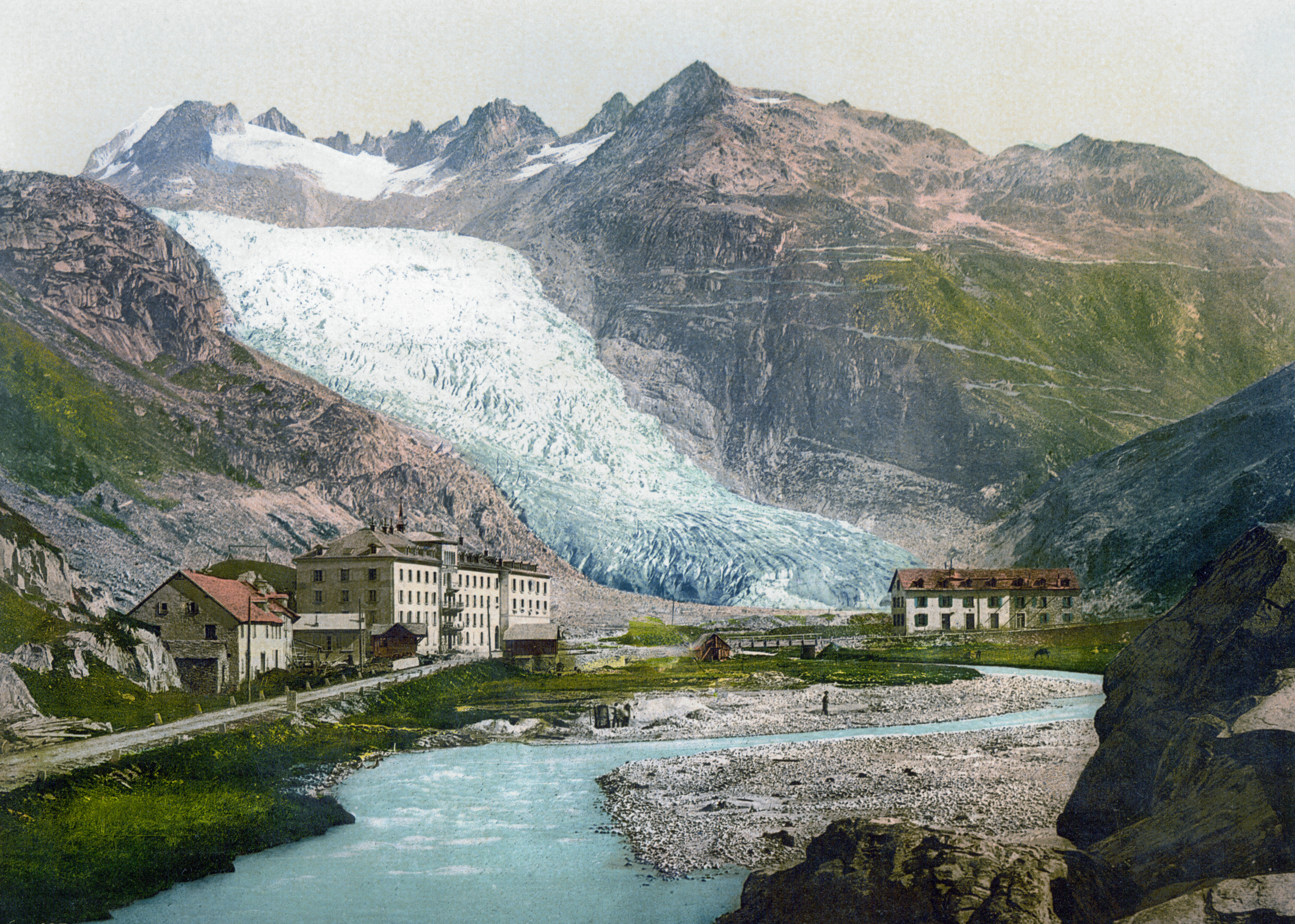
ca. 1900
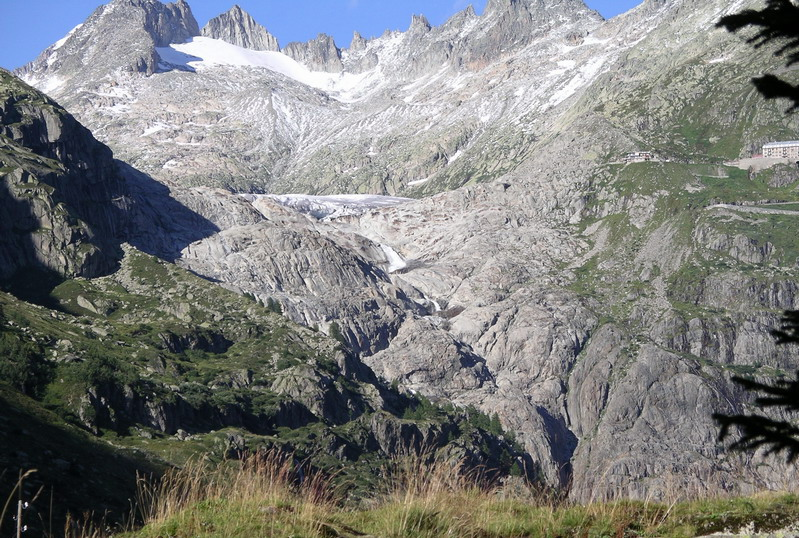
2004
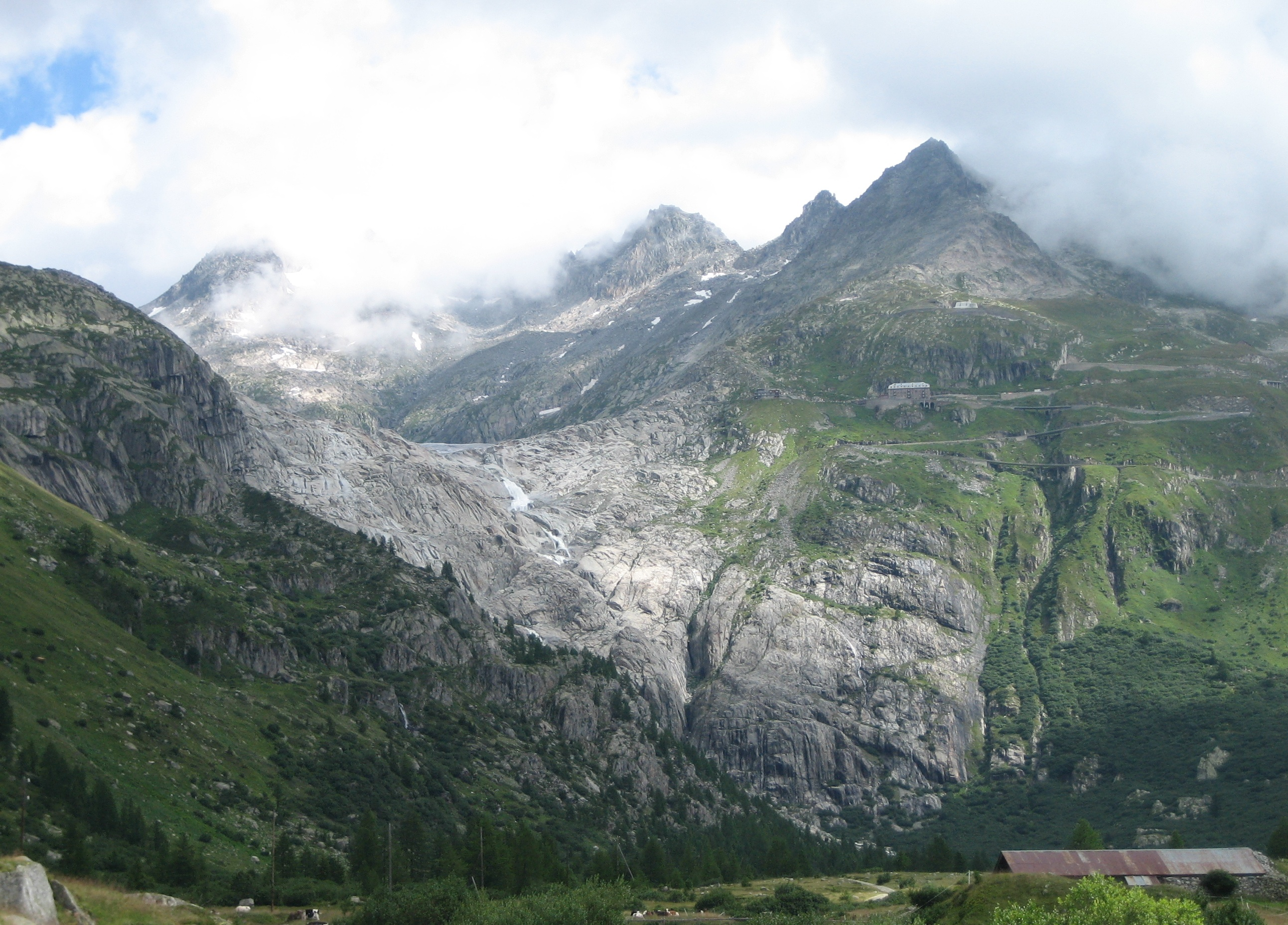
2008